# Ferrocarril Wadi Halfa-Khartum
El ferrocarril Wadi Halfa-Khartum fou una línia fèrria estratègica dels britànics al Sudan. Quan Lord Kitchener va iniciar la seva campanya de reconquesta del Sudan va construir en direcció sud un ferrocarril iniciat a Wadi Halfa (que enllaçava cap al nord amb la línia de ferrocarril Alexandria-el Caire -Assuan) que va arribar a Atbara el juliol de 1882 i a Halfaya (Khartum Nord) al final del 1899. Una branca va sortir d'Atbara per arribar a Port Sudan a la mar Roja el 1906; una altra va sortir de Khartum cap a al-Ubayyid, via Sennar, el 1912. Després de 1920 una línia secundària es va construir per assegurar les exportacions dels districtes cotoners del Nil Blau, que anava fins a Sennar, via Kassala i Gedaref. L'extensió cap al Darfur no es va fer fins al 1955.